# LGV Milan - Bologne

Le réseau des lignes à grande vitesse en Italie

La LGV Milan - Bologne est une ligne à grande vitesse italienne mise en service le 2 octobre 2008. Elle est parcourue par des trains ETR 500 à grande vitesse, 300 km/h et plus.
Elle s'intègre dans une suite de lignes à grande vitesse reliant Turin à Milan, Rome, Naples et Salerne sur 1 000 km.
La ligne AV/AC (Alta Velocità/Alta Capacità - à grande vitesse et forte capacité) entre Milan et Bologne mesure 214,7 km de long. Elle jouxte sur quasiment tout son itinéraire l'autoroute A1 du Soleil. Cette nouvelle ligne fait partie de l'axe européen N° 1 du Réseau transeuropéen de transport - TEN-T. La durée du trajet est de 1 heure et 5 minutes.

## Histoire
En 1991, TAV SpA, filiale des FS - Chemins de fer Italiens pour la grande vitesse, signe un contrat avec le groupement CEPAV 1, dont ENI était le chef de file, pour la conception, les études d'exécution et la réalisation de la ligne AV/AC Milan-Bologne.  
Il faut savoir que l'Italie a voulu se doter tardivement de lignes à grande vitesse spécifiques. Le pays a très longtemps misé sur les fameux trains pendulaires Pendolino de Fiat Ferroviaria, dont la première rame date de 1978. Le projet de construction de plus de 1 500 km de lignes nouvelles dans des délais très courts et avec un budget incompressible rendait la solution des appels d'offres publics traditionnels impossible d'où la décision de se lancer dans un "project financing" avec des majors industriels, prêts à assurer la réalisation complète des lignes confiées. C'est ce qui explique les Groupements de construction des lignes AV/AC italiennes. 

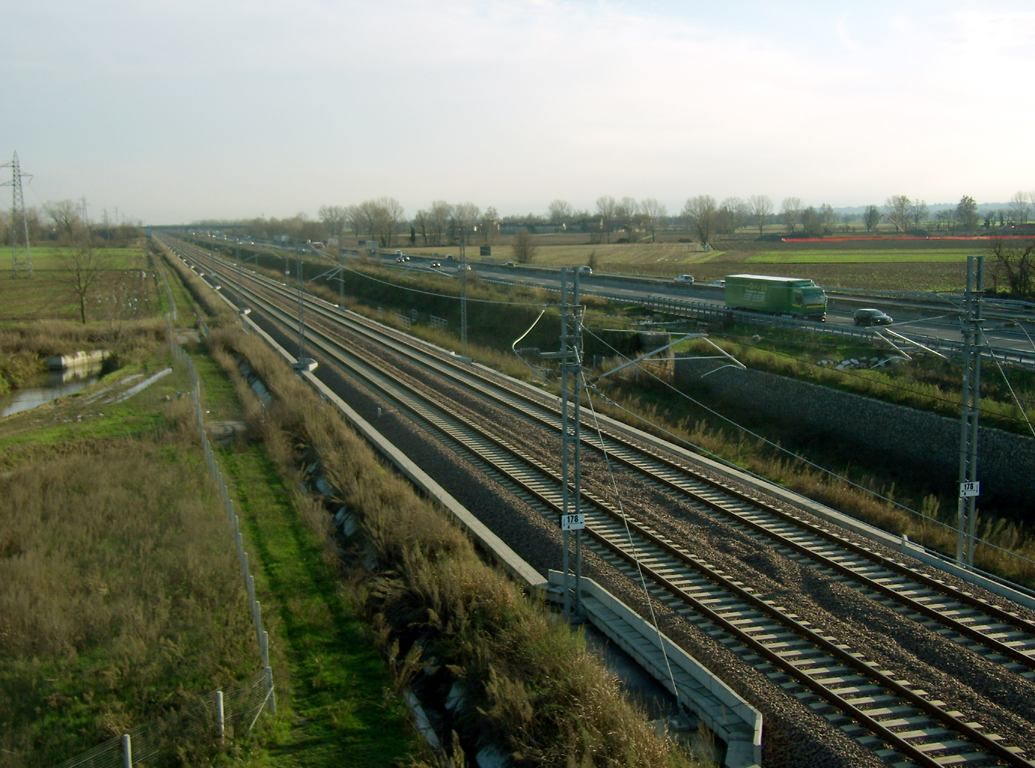
La ligne près de Pieve Fissiraga

L'État italien a retenu parmi les nombreux candidats les trois qui présentaient le maximum de garanties au niveau technique (tous les trois avaient des filiales dans le domaine de la construction ferroviaire), d'organisation sur des grands projets et garanties financières suffisantes pour assurer les fonctions de "General Contractor". Ce furent : IRI, ENI et FIAT Group.
La construction de la nouvelle ligne à grande vitesse Milan-Bologne a été programmée en janvier 1988. Mais la restructation engagée par les FS Chemins de Fer Italiens a fortement ralenti les choses et ce n'est qu'en juillet 1991 que le, au cours de la "Conférenca des Services" que l'on a reparlé de cette nouvelle ligne ferroviaire.

## Les travaux
Les travaux ont commencé en 2002. Le tracé comporte 8 interconnexions avec le réseau ferré traditionnel. La mise en service de la ligne a eu lieu le 2 octobre 2008
Les tests et essais de certification de la ligne ont débuté le 16 décembre 2007 et à 17h23 le 1er mars 2008, le premier record de vitesse a été enregistré par une rame ETR 500-Y RF qui a atteint la vitesse moyenne de 355 km/h sur le tracé. Ce record sera battu l'année suivante avec 362 km/h en tunnel.
La ligne a été inaugurée officiellement le 5 décembre 2009 sur le parcours complet Turin-Milan-Bologne-Rome-Naples-Salerne. Les seules rames homologuées circulant sur cette lignes sont les Frecciarossa 1000, ETR 500 Frecciarossa et Frecciargento de Trenitalia

## Caractéristiques

### Généralités
La ligne nouvelle AV/AC avec des caractéristiques de grande vitesse sur tout son tracé puisqu'elle est reliée à la LGV Turin - Milan au nord à travers le "Passante" de Milan et à la LGV Bologne - Florence au sud avec le nœud de Bologne. Elle mesure 214,7 km de long. Elle comprend 3.500 mètres de tunnel, 32 km de ponts et viaducs (notamment le pont à haubans de Plaisance qui franchit le Pô) et 146,5 km de passages en tranchées ou en surélévation.

### Sécurité - Signalisation
Le système en vigueur en Italie est celui breveté par Ansaldo trasporti, de technologie avancée et qui a été avalisé par les réseaux européens, le ERTMS/ETCS de "Niveau 2" (European Rail Traffic Management System/European Train Control System). 

### Le nœud ferroviaire de Milan
Après le départ de la gare de Milano Centrale, les rames ETR 500, les seules homologuées à l'heure actuelle, prennent la ligne de ceinture de Milan le "Passante" qui conduit à la gare de Milan Rogoredo où on récupère l'interconnexion avec la ligne AV/AC.